# یوکا یوشیدا
یوکا یوشیدا (ژاپنی: 吉田友佳؛ زادهٔ ۴ ژانویهٔ ۱۹۷۶) یک تنیس‌باز اهل ژاپن است.